# Бій біля Уессана

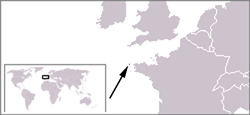
Район, де мав місце морський бій

Бій біля Уессана (англ. Battle of Ushant) — морський бій, що стався у ранкові години 9 червня 1944 року між кораблями союзних ВМС та німецькими Крігсмаріне в ході Нормандської операцій. Бій трапився через зіткнення німецької флотилії ескадрених міноносців з союзною флотилією есмінців, що забезпечувала прикриття зони висадки морського десанту на узбережжя Нормандії. Після короткочасної вогневої сутички протягом ночі 1 німецький ескадрений міноносець, ZH1, був потоплений, Z32 сильно пошкоджений, викинувся на мілину біля острову та після чого за командою капітана корабля затоплений. Ще один німецький есмінець, Z24, дістав серйозне пошкодження і відступив.

## Історія
6 червня 1944 року, в перший день висадки союзників у Нормандії, залишки німецької 8-ї флотилії есмінців, що складалася з кораблів типу 36A Z24 і Z32, та ZH1 (колишній голландський есмінець типу «Джерард Калленбург») отримали наказ віцеадмірала Теодора Кранке плисти з естуарія Жиронди до Бреста. Наказ був перехоплений британцями, які передали канадським важким винищувачам «Бофайтер» від Берегового командування Королівських Повітряних сил розпорядження атакувати німецькі кораблі, коли вони пропливатимуть через Біскайську затоку. В результаті нальоту союзної авіації есмінець Z32 отримав легкі пошкодження. Але, німецьким кораблям вдалося прорватися до порту у Бресті, де Z24 і Z32 посилили протиповітряну оборони тамтешнього німецького гарнізону. 8 червня вони знову вийшли в море разом з міноносцем типу «Ельбінг» T24 (Теодор фон Бехтольсхайм), єдиним уцілілим з 4-ї флотилії міноносців, який прямував до Шербура, де вони мали посилити німецькі сили.
Завдяки перехопленню «Ультри», союзне командування заздалегідь дізналося про наміри Німеччини і визначили 10-ту флотилію есмінців для перехоплення німецьких кораблів, коли вони пливтимуть угору по Ла-Маншу. 10-та флотилія есмінців у цей час перебувала під загальним командуванням капітана Безіла Джонса, який тримав свій прапор на борту есмінця типу «Трайбл» «Тартар». Разом з ним у складі формування перебували «Ашанті», «Ескімо» і «Джавелін», канадські кораблі «Хаїда» та «Гурон», а також польські «Піорун» і «Блискавіца». Джонс вирішив розділити свою флотилію на дві частини; 19-й дивізіон складався з «Ескімо», «Джавелін», «Піорун» і «Блискавіца», 20-й дивізіон складалася з «Тартар», «Ашанті», «Гурон» і «Хайда».
Британська флотилія вирушила на захід вниз по Ла-Маншу, коли німецькі кораблі були виявлені радаром відразу після 01:00 9 червня. Джонс повернув свої сили назустріч німцям, які на той час були в 30 милях на схід-північний схід від Іль-де-Ба. Після цього дві флотилії зіткнулися у сутичці, обмінюючись вогнем бортової артилерії та торпедними залпами. «Тартар» зазнав кілька ударів, але зміг загасити пожежі та відновити свою швидкість. «Тартар» і «Ашанті» обстріляли ZH1, причому «Ашанті» випустив дві торпеди майже впритул. Одна влучила в корпус ZH1, відірвавши йому ніс. Його капітан Клаус Барков віддав наказ залишити екіпажу корабель, а о 02:40 затопив пошкоджений есмінець глибинними бомбами. Барков був серед 39 загиблих. 28 німецьким матросам вдалося дістатися Франції, решта 140 були підібрані британськими кораблями та взяти у полон.
«Хаїда» та «Гурон» тим часом переслідували Z24 і T24, поки німецькі кораблі не натрапили на британське мінне поле. Канадці намагалися обійти його, але зрештою втратили контакт з противником. Z24 і T24 перегрупувалися з наміром повернутися, щоб вступити в бій з британцями, але виявивши, що за ними не стежать, вони відступили з поля бою. «Хаїда» та «Гурон» повернулися на місце події та натрапили на Z32 Бехтольгайма, який отримав сильний удар і втратив контакт з рештою німців. Виникла певна плутанина щодо встановлення особи один одного, але коли канадці виявили, що це німецький корабель, вони відкрили вогонь. Бехтольсгайм тікав на великій швидкості, але Z32, отримавши значні пошкодження, викинувся на берег поблизу Іль-де-Ба, а наступного дня його добила ескадрилья літаків «Бофайтер». Z32 втратив під час бою 19 людей убитими.